# Prez (Adelsgeschlecht)

Wappen de Prez

Die Ritter- und Freiherrenfamilie von Prez nannte sich nach der Ortschaft Prez-vers-Noréaz im heutigen Kanton Freiburg. Erster fassbarer Vertreter der Familie war Cono, der im Zisterzienserkloster Hauterive Cellerar und ab etwa 1160 bis etwa 1180 Subprior war.
Ein Junker Heinrich von Prez verheiratete seine Tochter Isabella mit dem Freiherrn Heinrich III. dem Jüngeren von Grünenberg. Isabella ist für die Jahre 1273 bis 1279 belegt. Sie erbte Güter und Rechte in der Gegend von Prez-vers-Noréaz von ihrem Onkel, dem Ritter Haimo von Prez. Mehrere Generationen später lebte Ritter Richard von Prez, der in Corcelles-le-Jorat einen Zehnten besass und sich im Jahre 1345 auf den Kreuzzug gegen Smyrna von Humbert II. de la Tour-du-Pin, dem letzten Dauphin von Viennois, begab. Um die Wende zum 15. Jahrhundert lebten die Brüder Guy und Aymon von Prez, denen die nachfolgende Generation von drei Söhnen nicht eindeutig zugeordnet werden kann. Guy war Herr von Corcelles und verheiratet mit Henriette de Métral, die aus Lutry stammte. Aymon war Mitherr von Bellegarde (deutsch: Jaun) und versah von 1400 bis 1405 das Amt eines bischöflichen Vogtes von Lausanne, das in den Jahren 1418 bis 1422 von seinem Neffen oder Sohn Nicod von Prez ausgeübt wurde. Antoine, ein Bruder Nicods, war 1444 bis 1464 Bischof von Aosta, der andere Bruder Guy war Junker von Lutry. Ebenfalls Bischof von Aosta war Guys Sohn François von Prez in den Jahren 1464 bis 1511, also in der direkten Nachfolge seines Onkels Antoine.
Ein weiterer Vertreter der Familie von Prez mit Namen François war an einer Verschwörung seines Schwagers Isbrand Daux beteiligt, weshalb ihm sein Anteil an der Herrschaft Corcelles beschlagnahmt wurde. Er liess sich daraufhin 1588 in Savoyen nieder. In seiner Nachfolge hielt der Familienzweig in Frankreich bis zur Französischen Revolution einen Teil der Herrschaft Crassier.
In Lutry bestehen heute noch Familien mit dem Namen Deprez.